# Netzwerkeffekt

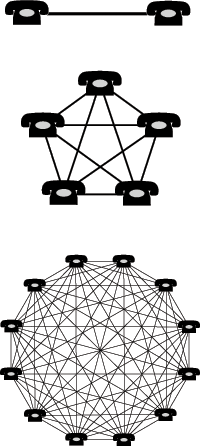
Die Abbildung veranschaulicht den Netzwerkeffekt am klassischen Beispiel Telefon. Die Linien stellen potentielle Verbindungen zwischen den Telefonnutzern dar.

Der Netzwerkeffekt (auch Netzwerkexternalität; englisch economies of networks) ist in der Volkswirtschaftslehre ein externer Effekt, der die Veränderung des Nutzens aus einem Produkt oder einer Dienstleistung für einen Verbraucher beschreibt, wenn sich die Anzahl anderer Verbraucher desselben oder komplementärer Produkte oder derselben Dienstleistungen ändert.

## Allgemeines
Wie der Begriff bereits suggeriert, tritt dieser Effekt bei Netzwerken auf. Ein Netz oder Netzwerk wird in diesem Kontext (informationsökonomisch) als eine Zusammenfassung von Benutzern oder Teilnehmern eines bestimmten Produktes oder kompatibler Technologie bezeichnet. Die Größe eines Netzwerks zu einem bestimmten Zeitpunkt wird als installierte Basis bezeichnet. Netzeffektgüter oder Netzprodukte werden Güter bzw. Produkte genannt, die Netzwerkeffekten unterliegen. Netzeffektmärkte bezeichnen die Märkte, auf denen der Effekt vorhanden ist. Hinreichend große Netzwerke wie im Verkehrswesen das Straßen-, Schienen-, Wasserstraßen- und Luftstraßennetz, im Energiesektor die Versorgungs- (Gasnetz, Stromnetz, Trinkwassernetz, Kanalisation) und Verbundnetze sowie in der Telekommunikation die Telekommunikationsnetze (Datennetze, Mobilfunknetze, Rechnernetze, Telefonnetze und Verteilnetze) erfordern eine stetige Überwachung mit dem Ziel einer hohen Verfügbarkeit bei optimaler Netzlast und Minimierung von Netzstörungen. Netzwerkeffekte entstehen dabei in realen und virtuellen Netzwerken durch eine steigende Anzahl von Benutzern.
Ein Netzwerkeffekt ist in der Netzwerkökonomie vorhanden, wenn der Nutzwert von in einem Netzwerk ausgetauschten Gütern, Dienstleistungen oder Informationen mit zunehmender Mitgliederzahl zunimmt. Der Netzwerkeffekt gehört in der neoklassischen Volkswirtschaftslehre zu den externen Effekten. Er beschreibt, wie sich der Nutzen aus einem Produkt für einen Konsumenten ändert, wenn sich die Anzahl anderer Konsumenten desselben Produktes bzw. komplementärer Produkte ändert. Demzufolge ist der Produktnutzen eines Konsumenten abhängig von der gesamten Benutzerzahl. Diese Nutzenbeeinflussung ist dem Konsumenten generell nicht bewusst. Der Netzwerkeigner nimmt im Allgemeinen diesen Effekt wahr und handelt, um den Nutzwert seines Netzwerks zu steigern. Die entstehende Nutzenänderung wird nicht bzw. nur teilweise über den Marktpreis abgegolten. Netzwerkeffekte sind externe Effekte, die den Einfluss eines Wirtschaftssubjektes auf andere betreffen und nicht dem Preis- oder Marktmechanismus unterliegen.
Der Effekt entsteht, wenn die Zahlungsbereitschaft eines Wirtschaftssubjektes von der Zahl der Nutzer dieses Produktes abhängt. Dies impliziert, dass die Nachfrage eines Wirtschaftssubjektes von der Nachfrage anderer abhängig ist.

## Geschichte
Die ersten Netzwerkeffekte gab es im Rundfunk und bei der Telefonie. Ist nur ein Teilnehmer im Telefonnetz angeschlossen (wie 1877 zu Beginn der Telefonie), hat er hohe Kosten und keinen Nutzen, denn er kann – außer der Telefongesellschaft – niemanden anrufen. Gibt es vier Nutzer {\displaystyle N}, sinken die Kosten für jeden, und der Nutzen und Wert {\displaystyle V} steigt:
{\displaystyle 4(4-1)=12} oder
{\displaystyle N(N-1)=N^{2}-N}.
Im Fall eines Telefonnetzes ist es sinnvoll, auf Zweierverbindungen abzustellen. Die Zahl möglicher Zweierverbindungen beträgt dann:
{\displaystyle {\frac {N(N-1)}{2}}={\frac {N^{2}-N}{2}}}.
Netzwerkeffekte fanden zum ersten Mal größere Beachtung durch Theodore Vail, dem ersten Präsidenten des US-amerikanischen Telekommunikationskonzerns Bell Telephone. Sein Ziel war es, Bell-Telephone in den USA mit Hilfe von Netzwerkeffekten zu monopolisieren. Im Jahr 1908, als er das Konzept im Jahresbericht von Bell Telephone vorstellte, gab es mehr als 4000 lokale und regionale Telefonzentralen, von denen durch den Einfluss des Netzwerkeffekts die meisten schließlich zum Bell-System gehörten.
Zu den Begründern der Netzwerktheorie zählt Jeffrey Rohlfs. Er untersuchte positive Externalitäten bei der Vergrößerung von Kommunikationsnetzwerken und analysierte 1974 formal das Konzept der kritischen Masse.
Die ökonomische Theorie des Netzwerkeffekts wurde zwischen 1985 und 1995 von den Forschern Michael L. Katz, Carl Shapiro, Joseph Farrell und Garth Saloner fortgeführt. 1993 wurde das Metcalfesche Gesetz, benannt nach Robert Metcalfe, veröffentlicht, um Netzwerkeffekte gemeinverständlich darzustellen.
Ende 2008 stellte Rod Beckstrom erstmals das von ihm entwickelte Beckstrom’s law vor, welches eine Möglichkeit beschreibt, den tatsächlichen Wert eines Netzwerks zu ermitteln: „The value of a network equals the net value added to each user’s transactions conducted through that network, summed over all users.“

## Arten
Zunächst ist zu unterscheiden zwischen dem direkten und indirekten Netzwerkeffekt.
Direkter Netzwerkeffekt
Je mehr Benutzer in einem Netzwerk auf einer Marktseite vorhanden sind, umso nützlicher empfindet jeder einzelne Benutzer dieser Marktseite dieses Netzwerk. Je mehr Berufstätige beispielsweise LinkedIn benutzen, desto größer wird ihr Nutzen, weil mehr Kontakte auch mehr Informationen über offene Stellen beinhalten können.
Indirekte Netzwerkeffekte
liegen vor, wenn der Nutzen einer Marktseite auch von der Anzahl der Benutzer auf der anderen Marktseite abhängig ist. Bei LinkedIn ist der Nutzen von Unternehmen und Personalberatungen umso größer, je mehr Berufstätige registriert sind.
Direkte Netzwerkeffekte sind dadurch gekennzeichnet, dass der Nutzwert eines Netzwerks mit der Anzahl seiner Benutzer steigt, weil es zunehmend mehr potenzielle Kommunikationspartner bereithält. Indirekte Netzwerkeffekte sind charakteristisch für Systemprodukte mit Lock-in-Effekt. Wer sich für einen DVD-Player als Wiedergabegerät entscheidet, muss auch DVDs als Datenträger erwerben, da Videokassetten hierauf nicht abspielbar sind.
Außerdem gibt es positive und negative Netzwerkeffekte:
positiven Netzwerkeffekt
er erhöht Verbreitung eines Produktes und kommt sowohl dem Produzenten (Betreiber des Netzwerks) als auch dem Konsumenten zugute.
negativer Netzwerkeffekt
wenn ein Netzwerk durch die Vielzahl der Benutzer überlastet ist oder diese mehr Werbung als störend empfinden.
Beide Hauptarten kommen auch kombiniert vor: So gibt es direkte positive und negative sowie indirekte positive und negative Netzwerkeffekte.
Positive Netzwerkeffekte werden dem Verursacher nicht über den Marktpreis abgegolten, negative werden ihm nicht angelastet. Im Anfangsstadium eines Netzwerks nimmt der Nutzen für die Benutzer zu, und die positiven Netzwerkeffekte überwiegen. Soziale Netzwerke wie Twitter und Facebook profitieren von positiven Netzwerkeffekten steigender Benutzerzahlen. Nach Erreichen und Überschreiten der kritischen Masse überwiegen jedoch die negativen Effekte. Netzwerkeffekte können bei zunehmender Teilnehmerzahl auch negativ ausfallen, wenn die Existenz anderer Teilnehmer den Nutzen für den Einzelnen verringert: Mit zunehmender Zahl der Verkehrsteilnehmer im Straßennetz erhöht sich – bei konstant bleibendem Verkehrsnetz – die Verkehrsdichte, so dass es zu Verkehrsstaus und anderen Netzstörungen kommen kann. Steigen die Benutzerzahlen und Datenmengen in Rechnernetzen, werden die Server überlastet, so dass sich die Antwortzeiten verlängern. Wird mithin die kritische Masse überschritten, sind die Netzwerkeffekte negativ. Das Netzmanagement muss deshalb auch dafür sorgen, dass die durch eine überhöhte Netzlast bedingten Netzstörungen durch eine Erhöhung der Netzkapazitäten beseitigt werden.
Bei {\displaystyle 1:1}-Netzwerken haben die Mitglieder jeweils eine Beziehung zum Netzbetreiber, sind aber nicht untereinander vernetzt (etwa Rundfunkveranstalter und Hörfunkteilnehmer; englisch one-to-many). Bei {\displaystyle 1:n}-Netzwerken sind die Mitglieder auch untereinander verbunden (Dienste der sozialen Medien wie Facebook oder Instagram; englisch many-to-many).

### Direkte Netzwerkeffekte
Die konventionelle Definition direkter (auch horizontaler) Netzwerkeffekte stammt von Katz/Shapiro (1986). So sei der Nutzen, den ein Verbraucher aus einem Gut zieht, von der Anzahl anderer Verbraucher des Gutes abhängig. Die Größe des Netzwerkes hat direkt Auswirkungen auf den Nutzen der Netzwerkteilnehmer. Der Nutzen, den ein Verbraucher aus dem Konsum eines Gutes erhält, ist zentral für die Kaufentscheidung. Der Nutzen wird determiniert aus den Faktoren Basisnutzen {\displaystyle T} und Netzwerkgröße {\displaystyle N}. Der Basisnutzen {\displaystyle T} entspricht den persönlichen Anforderungen an ein Gut. Daraus ergibt sich:
{\displaystyle U_{i}=U_{i}(N,T)} mit {\displaystyle U_{i}(N,T)<U_{i}(N',T)} für {\displaystyle N<N'}.
Durch jeden neuen Netzwerkteilnehmer erhöht sich im Allgemeinen der Gesamtnutzen. Jeder zusätzliche Nutzer des Netzwerks erhöht die Anzahl möglicher Verbindungen und damit die Anzahl der potentiell erreichbaren Nutzer. Der Nutzen steigt infolge des Eintritts eines neuen Teilnehmers überproportional an, da der hinzukommende Nutzer mehr Nutzen einbringt als er selbst erhält.
Der neue Nutzer baut mehr Verbindungen auf als sein Vorgänger. Eine Verbindung besteht zwischen den Netzknoten des Netzwerks. Die Summe möglicher Verbindungen {\displaystyle F} folgt aus:
{\displaystyle F=\sum _{n=1}^{N}(n-1)={\frac {N(N-1)}{2}}} mit {\displaystyle n=1,\ldots ,N}.
Bei großen Netzwerken dominiert der Term: {\displaystyle {\frac {N^{2}}{2}}}.
Theoretisch können die Erträge mit steigender Netzwerkgröße für die Nutzer steigen, fallen oder konstant bleiben.
Die Überlastung eines Mobilfunknetzes ist ein Beispiel für negative direkte Netzwerkeffekte, in denen die Erträge fallen. Durch die Überlastung ist es nicht mehr möglich, Telefonate oder SMS zu tätigen. Mithin sinkt für den Netzwerkteilnehmer sein Nutzen gegen Null. Die Funktion des Mobilfunknetzes, mit anderen Netzwerkteilnehmern in Verbindung zu treten, ist nicht mehr gegeben. Im Fall konstanter Netzwerkeffekte sind auch die Skalenerträge konstant. Bei wachsenden direkten Netzwerken können die Vorteile positiver Netzwerkeffekte als Skalenerträge auf der Nachfrageseite gekennzeichnet werden.
Direkte Netzwerkeffekte liegen insbesondere in Kommunikationsnetzwerken vor, mittels welcher Menschen direkt miteinander kommunizieren.

### Indirekte Netzwerkeffekte
Indirekte (auch vertikale) Netzwerkeffekte entstehen, wenn der Nutzen nicht direkt auf das Produkt zurückzuführen ist, sondern auf die Nutzung darauf basierender Anwendungen bzw. Produkte. Das bedeutet, dass die Nutzenbeeinflussung nicht zwingend durch eine direkte Beziehung entsteht. Ein vertikales Netzwerk besteht aus unterschiedlichen komplementären Gütern. Der Nutzen entsteht durch das ganze System, nicht durch ein einzelnes Gut oder einzelne Komponenten des Netzwerks.
Am Beispiel eines Personal Computers wird dieser Effekt deutlich. Betriebssystem, Hardware und Anwendungssoftware sind Komponenten, die für den Gebrauch des Computers unabdingbar sind. Erst wenn alle Komponenten vorhanden sind, entsteht ein voll funktionsfähiges Netzwerk. Die Komponenten beeinflussen sich gegenseitig. Es gibt mehrere Anbieter der Komponenten. Indirekte Netzwerkeffekte sind überwiegend positiv, da sie den Nutzen des Basisprodukts stärken.
Die wesentlichen Ursachen indirekter Netzwerkeffekte sind komplementäre Produkte und Dienste sowie Lerneffekte.

## Netzwerkgesetze
Für Netzwerkeffekte gibt es – in chronologischer Reihenfolge – drei wesentliche empirische Gesetze. Geht man von Benutzern {\displaystyle N} eines Netzwerks aus, so wird sein Wachstum – je nach dem zugrunde gelegten Gesetz – zwischen einem Benutzer ({\displaystyle N=1}) und sechs Benutzern {\displaystyle N=6} zu folgenden Wertentwicklungen führen:
| Gesetz               | Wert ({\displaystyle N} Teilnehmer) | 1 | 2           | 3           | 4           | 5           | 6           | Beispiele                     |
| -------------------- | ----------------------------------- | - | ----------- | ----------- | ----------- | ----------- | ----------- | ----------------------------- |
| Sarnoff-Gesetz       | N                                   | 1 | 2           | 3           | 4           | 5           | 6           | Radio, Fernsehen              |
| Metcalfesches Gesetz | N2                                  | 1 | 4           | 9           | 16          | 25          | 36          | Telefonnetz, E-Mail           |
| Reedsches Gesetz     | 2N - N - 1                          | 0 | 1           | 4           | 11          | 26          | 57          | soziale Netzwerke, Chat-Foren |
| n*log(n)             | n*log(n)                            | 0 | 0,602059991 | 1,431363764 | 2,408239965 | 3,494850022 | 4,668907502 |                               |

Das Sarnoff-Gesetz geht davon aus, dass der Nutzwert von Netzwerken linear mit der Anzahl der Nutzer steigen kann (englisch one-to-many; Wert: {\displaystyle N}). 1920 erstellte der bei RCA tätige Sarnoff einen Bericht, in welchem er die Massenproduktion eines Radiogerätes als „Radio Music Box“ vorschlug, dem er eine hohe Nachfrage voraussagte. Der Unternehmenswert einer Rundfunkanstalt entwickele sich daher proportional zur Zahl der Rundfunkteilnehmer.
Das 1965 von Gordon Moore entwickelte Mooresches Gesetz unterstellt, dass die Komplexität integrierter Schaltkreise sich mit minimalen Komponenten-Kosten verdoppele. Daraus kann abgeleitet werden, dass sich die Rechnerleistung alle 12 bis 24 Monate verdoppelt, was sich auf die Kapazität von Netzwerken auswirkt.
Beim Metcalfeschen Gesetz entwickelt sich der Nutzwert im Quadrat zur Anzahl der Nutzer. Obwohl das Gesetz erstmals 1980 beschrieben wurde, konnte Metcalfe diese Gesetzmäßigkeit anhand der Nutzerzahlen von Facebook erstmals 2013 nachweisen. (englisch many-to-many; Wert: {\displaystyle N^{2}})
Das Reedsche Gesetz ist eine Erweiterung des Metcalfeschen Gesetzes und betrifft Internet-basierte Netzwerke, die viele Untergruppen oder Teams bilden wie WhatsApp oder Slack. Es geht davon aus, dass sich die Anzahl der Benutzer verdoppelt (englisch many-to-many; Wert: {\displaystyle 2^{N}-N-1}).
Beckstroms Gesetz aus 2009 betrachtet nicht die Größe eines Netzwerks oder den Wert der Interaktionen, sondern vielmehr den Wert der Transaktionen innerhalb des Netzwerks. „Der Wert eines Netzwerks ist identisch mit dem Netto-Economic Value Added jeder einzelnen Transaktion eines Benutzers, der durch dieses Netzwerk geleitet wird, zusammengefasst über alle Benutzer“. Als Beispiel vergleicht er den Kauf eines Buchs in der Buchhandlung für US$ 26 und über das Internet für US$ 16 einschließlich Versandkosten, dann beträgt der Netto-Economic Value Added US$ 10. Rod Beckstrom war Direktor des National Cybersecurity Center, wo er im März 2009 wegen der Dominanz der NSA zurücktrat, und stellte folgende These auf: „Alle mit dem Internet verbundenen Geräte können gehackt werden, alle Geräte sind mit dem Internet verbunden und können deshalb gehackt werden.“ Das Gesetz betrachtet einfach den Preisunterschied, der einem Benutzer zugutekommt, wenn er im Internet preiswerter einkaufen kann als im Offline-Handel.
Theorie der zweiseitigen Märkte
Charakteristisch für einen zweiseitigen Markt ist das Aufkommen indirekter Netzwerkeffekte auf beiden Seiten eines Marktes (Güterangebot und Güternachfrage). Sie beziehen sich auf die jeweils andere Marktseite, d. h., dass indirekte Netzwerkeffekte einen Einfluss auf die Nachfrage am jeweils anderen Markt nehmen.
Beispiele für zweiseitige Märkte und Plattformen sind Auktionshäuser, Börsen, Einkaufszentren, Medienunternehmen oder Märkte für Software und Videospiele. Auf diesen zweiseitigen Märkten kommt dem Intermediär eine besondere Funktion zu. Intermediäre betreiben Plattformen und fungieren als Vermittler von Transaktionen zwischen den Marktseiten. Gegenstand der Transaktionen sind neben physischen Produkten die Herstellung von Kontakten bzw. die Vermittlung von Informationen wie z. B. bei Medien. Medien gewähren der werbetreibenden Industrie Zugang zu ihrem Publikum, dieses wiederum wird durch die werbetreibende Industrie informiert.

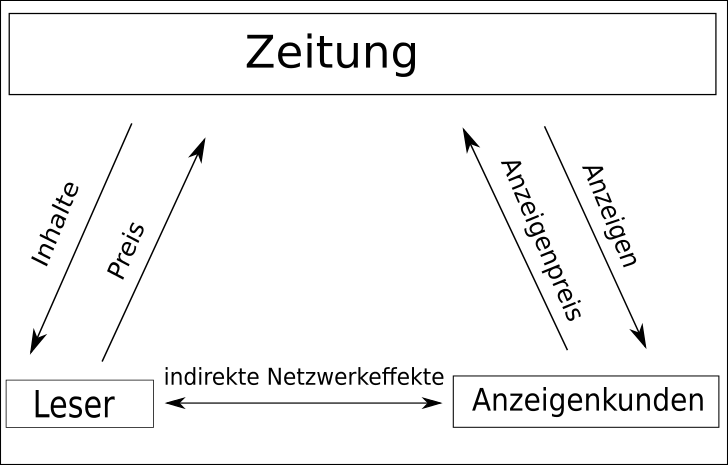
Zweiseitige Märkte am Beispiel einer Zeitung

Beispielsweise versucht das Medienunternehmen Zeitung am Leser- und Anzeigenmarkt optimale Preise (oder Mengen) zu setzen, um den Gewinn aus beiden Erlösquellen zu maximieren. Eine Zeitung stellt einen Intermediär dar. Bedingungen der Maximierung ist, neben den Kriterien einseitiger Märkte, die Kenntnis über die Stärke der beidseitigen indirekten Netzwerkeffekte. Kenntnis über anfallende Kosten, Zahlungsbereitschaften und Preiselastizitäten sind die Maximierungskriterien in einem einseitigen Markt.
Welche Preise (oder Mengen) vom Intermediär gesetzt werden, hängt insbesondere vom Verhältnis der relativen Netzwerkeffekte ab. Relative Netzwerkeffekte werden determiniert von fixen und variablen Kosten, dem Prohibitivpreis und der Preiselastizität der Nachfrage.
Die Summe der relativen indirekten Netzwerkeffekte ist maßgebend für die Auswirkungen der Zweiseitigkeit. Überwiegt in der Summe der positive Netzwerkeffekt, kann erstens eine höhere Menge umgesetzt werden als in einseitigen Märkten, und zweitens eine Plattform nur in diesem Fall die Existenz indirekter Netzwerkeffekte ausnutzen. Falls negative Netzwerkeffekte die positiven überwiegen, liegt die umgesetzte Menge unterhalb derer in einseitigen Märkten.

## Ursachen

### Komplementäre Produkte und Dienste
Komplementäre Produkte und Dienste werden gemeinsam nachgefragt bzw. angeboten. Das Basisprodukt besitzt seinen eigenen Nutzen, doch erst durch komplementäre Produkte bzw. Dienste kann ein umfangreicher Nutzen für den Konsumenten erreicht werden. Ein Gut gewinnt an Nutzen, wenn eine möglichst breite Auswahl an komplementären Produkten und Diensten vorhanden ist.
Vermehrte Nachfrage nach dem Basisprodukt kann dazu führen, dass die angebotene Anzahl des Komplementärprodukts steigt, da aufgrund der erhöhten Nachfrage das Produktfeld an Attraktivität für weitere Anbieter und Hersteller gewinnt. Durch erhöhte Produktion sinken die Kosten, falls sinkende Grenzkosten vorliegen. Wenn dies der Fall ist, gewinnt das Netzwerk an Nutzern, was wiederum zu erhöhtem Nutzen für alle Teilnehmer und einem niedrigeren Preis (weniger Kosten) aller Güter führt. Das Netzwerk wird für potentielle Nutzer attraktiver. Nutzer und Anbieter bzw. Hersteller können von dieser Situation profitieren. Mit steigendem Nutzen für die Anwender sowie aufgrund des Attraktivitätsgewinns auf Seiten der Anbieter bzw. Hersteller können die Zahlungsbereitschaften der Konsumenten steigen. Erhöhte Zahlungsbereitschaften können höhere Preise für das Produkt rechtfertigen.
Falls die Nachfrage für das Basisprodukt sinkt, könnte daraufhin auch die Nachfrage nach komplementären Produkten bzw. Diensten sinken.

### Lerneffekte
Es gibt zwei Arten von Lerneffekten (englisch information spillovers):
- Indirekte Netzwerkeffekte liegen bei  innovativen Technologien vor. Vor der Markteinführung einer innovativen Technologie ist nicht klar, wie sich diese neben konkurrierenden Standards durchsetzen wird und welche Anwendungen von den Nutzern präferiert werden. Es herrscht Unsicherheit über die Auswirkungen auf den Konsumenten.

Sony entwickelte in den siebziger Jahren den Videorecorder Betamax. Betamax war ursprünglich für den Endverbraucher als privates Aufzeichnungsmedium konzipiert. Damals war noch nicht klar, dass Videorekorder auch dafür genutzt werden können, um bereits beschriebene Kassetten (wie beispielsweise Spielfilme) abzuspielen. Das Anwenderverhalten machte diese Möglichkeit ersichtlich. Betamax konnte sich allerdings nicht gegen das konkurrierende VHS-System (JVC) durchsetzen. Es wird ersichtlich, inwiefern das Anwenderverhalten der Konsumenten hinsichtlich des Erschließens von Anwendungsmöglichkeiten und der Eigenschaften der Technologie bestimmend sein kann. Die Konsumenten lernen, mit der innovativen Technologie umzugehen, und es besteht die Chance, durch den Gebrauch neue Einsatzmöglichkeiten zu entdecken. Dies stellt einen Lerneffekt dar, von dem der Hersteller zur Optimierung seines Produktes Gebrauch machen kann. Außerdem entstehen neue Möglichkeiten für komplementäre Güter.
- Neben innovativen Technologien entstehen Lerneffekte aufgrund von sehr starken Neuerungen. Radikale Innovationen sind mit technischer Ungewissheit verbunden. Wenn potentielle Nutzer das Ausmaß der Effektivität einer neuen Technologie noch nicht einschätzen können, kommen Lerneffekten eine zentrale Rolle zu. Werden durch den Lerneffekt eines Konsumenten neue Informationen über das Produkt generiert, führt dies zu einem sich selbst verstärkenden Prozess. Potentielle Nutzer erhalten Informationen über das Produkt, insbesondere über die Anwendungsgebiete der neuen Technologie, wodurch die Ungewissheit reduziert wird. Schließlich fällt die Entscheidung auf die Technologie mit der minimierten Ungewissheit.[23]

## Nachfrageseitige Skaleneffekte und positiver Feedback-Effekt
Nachfrageseitige Skaleneffekte (auch positive Netzwerkeffekte) sind die Ursache für (temporäre) Monopole oder Monopolisierungen auf Märkten mit Netzwerkeffekten. Sie haben Einfluss auf die Marktdynamik und auf Wettbewerbsstrategien. Nachfrageseitige Skaleneffekte ergeben sich aus dem positiven Feedback-Effekt. Der positive Feedback-Effekt beschreibt, dass durch eine höhere Nutzerzahl der Wert eines Netzwerkes steigt, was wiederum weitere Nutzer ermutigt, dem Netzwerk beizutreten. Es handelt sich um einen selbst verstärkenden Prozess. Märkte, auf denen positive Feedback-Effekte auftreten, weisen oftmals eine hohe Konzentration auf. Wenn eine steigende Nutzerzahl weitere Nutzer anzieht, kann es im Extremfall vorkommen, dass ein Unternehmen alleine den ganzen Markt beherrscht. Positive Feedback-Effekte führen also zu sogenannten Winner-Takes-It-All-Märkten: „Positive Feedback makes the strong grow stronger and the weak grow weaker.“
Die Entwicklung eines solchen Marktes hängt von den Konsumenten ab. Sie wählen die Technologie oder den Standard, der von den meisten Benutzern konsumiert wird.

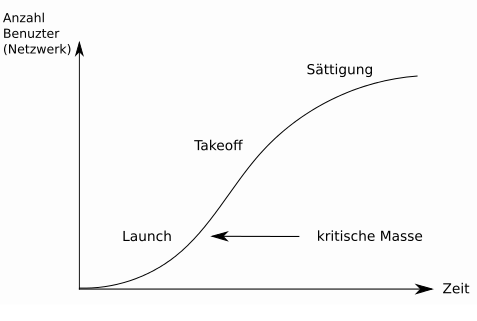
Verlauf eines positiven Feedback-Effekts

Neben positiven Feedback-Effekten existieren auch negative Feedback-Effekte. Der negative Feedback-Effekt schwächt den dominierenden Marktakteur und stärkt den unterlegenen Marktakteur, bis die Marktanteile sich auf einem bestimmten Niveau angleichen: „In a negative-feedback system, the strong get weaker and the weak get stronger, pushing both toward a happy medium.“
Der typische Verlauf eines positiven Feedbacks durchläuft drei Phasen: Launch, Marktwachstum (englisch Takeoff) und Marktsättigung. Der Verlauf wird durch das Verbreitungskonzept einer S-Kurve dargestellt. In der Launch-Phase ist die Adoption eines neuen Produkts bzw. einer innovativen Technologie langsam. Das Produkt bzw. die Technologie ist noch nicht vollständig entwickelt, und es bestehen hohe Kosten in Form von Unsicherheit darüber, ob der Markteintritt erfolgreich sein wird. Erreicht der Markt in der Takeoff-Phase die kritische Masse, nimmt die Unsicherheit ab. Wenn der Wert des Produktes bzw. der Technologie steigt, beginnt die Beschleunigung des positiven Feedback-Effekts, und der Markt wächst von selbst. In der Sättigungsphase nimmt sie ab, da ein Punkt erreicht wird, an dem fast alle potentiellen Kunden dasselbe Produkt bzw. dieselbe Technologie nutzen und kaum noch neue Nutzer zum Netzwerk hinzukommen.
Die kritische Masse ist für den Erfolg eines Produktes bzw. einer Technologie entscheidend. Wird sie nicht erreicht, tritt der positive Feedback-Effekt nicht auf und die Technologie bzw. das Produkt setzt sich im Markt nicht durch.

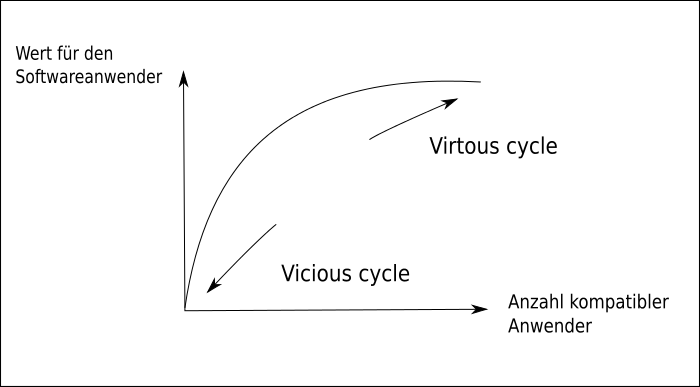
Popularität und Wert bei Software

Besonders in der Software-Industrie entstehen positive Feedback-Effekte durch nachfrageseitige Skaleneffekte. Mit ihnen lässt sich auch die Marktdominanz des Softwareunternehmens Microsoft erklären. Das Betriebssystem Microsoft Windows wird vom Netzwerk der Konsumenten geschätzt, weil es im Markt die kritische Masse erreicht hat und gegenwärtiger Industriestandard ist.
Nachfrageseitige Skaleneffekte weisen die Eigenschaft auf, dass sie unerschöpflich sind. Wenn jeder Microsoft Windows benutzt, dann werden potentielle Neukunden auch Microsoft Windows nutzen. Dies liegt daran, dass der Netzwerknutzen aufgrund des einfacheren Datenaustauschs durch die Kompatibilität mit den vielen anderen Nutzern höher ist als bei einem anderen Betriebssystem.
Die positive Beziehung zwischen Popularität und Wert einer Software beschrieben Shapiro/Varian 1999 anhand von Zyklen. Dabei unterscheiden sie zwischen dem Virtuous cycle und dem Vicious cylce. Im Fall des Softwareanbieters Microsoft spricht man von einem Virtuous cycle. Mit steigender Benutzerzahl steigt auch der Wert eines Produktes, und nach Erreichung der kritischen Masse erhöht sich die Benutzerzahl nahezu automatisch. Das Gegenteil dazu bildet der Vicious cycle. Wenn die kritische Masse nie erreicht wird, sinkt die Benutzerzahl früher oder später. Der Wert des Produktes für den einzelnen nimmt aufgrund des verkleinerten Netzwerkes ab, weitere bisherige Nutzer gehen verloren und so weiter.

## Monopolbildung

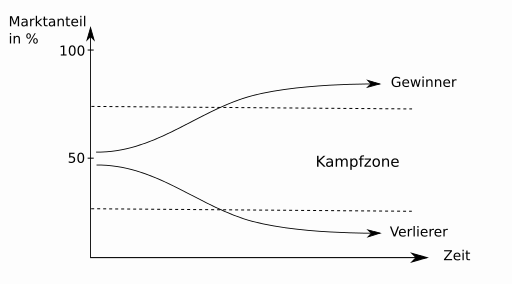
Marktanteile in Märkten, die tippy sind

Märkte, in denen starke positive Netzwerkeffekte und Feedback-Effekte eine Rolle spielen, neigen zur Bildung von Monopolen: „When two or more firms compete for a market where there is strong positive feedback, only one may emerge as a winner. It’s unlikely that all will survive.“ Diese Märkte werden als tippy bezeichnet. Ein Markt ist tippy, wenn nur einer von mehreren Konkurrenten es schafft, die kritische Masse zu erreichen, und sich dadurch durchsetzt. Märkte, die tippy sind, sind gleichzeitig Winner-takes-it-all-Märkte bzw. Loser-gets-nothing-Märkte. Gestützt werden diese Überlegungen durch Beobachtungen auf Softwaremärkten. Beispielsweise wurden einstige Alternativen zu Microsoft-Büroanwendungen, wie etwa das Textverarbeitungsprogramm WordPerfect oder Lotus 1-2-3 zur Tabellenkalkulation im Laufe der 1990er-Jahre völlig verdrängt. Erst mit dem stärkeren Aufkommen von Open-Source-Software in den 2000er-Jahren (z. B. OpenOffice, LibreOffice) sowie von aus der Cloud bereitgestellter Software in den 2010er-Jahren (z. B. Google Docs Editors) entstand wieder etwas mehr Wettbewerb.
Monopole auf Winner-takes-it-all-Märkten lassen sich folglich besonders gut aufbrechen, wenn sich die Spielregeln oder Marktbedingungen ändern.

## Problematik von Netzwerkeffekten

### Pfadabhängigkeit
Der Wettbewerb in Netzeffektmärkten besitzt das Charakteristikum der Pfadabhängigkeit. Das bedeutet, dass er von vorangegangenen Entscheidungen der Produzenten und Konsumenten stark beeinflusst wird. Selbst kleine und gegebenenfalls zufällige Ereignisse können einen Einfluss auf den Erfolg von Produkten und Technologien haben. Durch positive Feedback-Effekte wird die Pfadabhängigkeit verstärkt. Sie führen dazu, dass sich Entwicklungen auf (zufällig) ausgewählten Pfaden von selbst beschleunigen. Aus ihnen kann ein Lock-in-Effekt resultieren, also eine Verhärtung eines eingeschlagenen Pfades. Gegebenenfalls kann die Weiterentwicklung von ineffizienten Strukturen also rentabler sein als sie abzuschaffen, da sie schon sehr weit verbreitet sind.

### Lock-in-Effekt und Wechselkosten
Der Lock-in-Effekt bezeichnet den Zustand des „Gefangen-Seins“ von Konsumenten in einem System in Form eines Standards oder einer Technologie. Durch hohe Wechselkosten für den Nutzer zu einem anderen System bzw. Netzwerk wird der Lock-in-Effekt verstärkt. Der Lock-in-Effekt ist ein Mittel der Netzwerkanbieter, um ihre Kunden an sich zu binden und weiterhin an ihnen zu verdienen.
Lock-In-Effekte durch hohe Wechselkosten können entstehen durch Suchkosten, die durch das Suchen nach einem neuen Produkt entstehen, Investitionskosten, die für die Nutzung der Technik des neuen Produkts nötig sind, Lernkosten, wenn das Erlernen von Funktion und Charakter des neuen Produkts Aufwand bedeutet, künstliche Wechselkosten, beispielsweise durch Vertragsbindung oder Bonusprogramme, sowie psychologische Wechselkosten, wenn Gewohnheiten und Bindungen an das alte Produkt eine Rolle spielen.
Durch Penetrationsstrategien und Follow-the-Free-Strategien können Lock-in-Effekte erzielt werden. Die Penetrationsstrategie intendiert darauf, durch niedrige Preise möglichst schnell Marktanteile zu gewinnen. Besonders im Softwaremarkt findet diese Strategie aufgrund der Netzwerkeffekte große Anwendung. Im Falle einer Follow-the-free-Strategie verschenken Unternehmen zunächst ihre Produkte, um Kunden an ihr Unternehmen zu binden. In einem zweiten Schritt sollen durch den Verkauf von Komplementärleistungen Erlöse erzielt werden. Ein Beispiel in der Praxis ist das Softwareunternehmen Adobe Inc. Es bietet zunächst den Acrobat Reader, welcher zum Darstellen von PDF-Dokumenten verwendet werden kann, kostenlos an. Das Komplementärprodukt, die Premiumversion der Software zur Herstellung von PDF-Dokumenten, ist jedoch kostenpflichtig.

### Pinguin-Effekt
Der Pinguin-Effekt bezeichnet ein Informations- bzw. Koordinationsproblem. Vor allem in der Softwareindustrie kann dieser Effekt ein Hindernis für neue Standards darstellen. Er beschreibt die Problematik, dass sich ein industrieweiter Standard nur schwierig durch einen neuen und womöglich besseren Standard verdrängen lässt, obwohl dieser den Nutzen von betroffenen Marktteilnehmern erhöhen könnte. Grund ist die unvollkommene Information darüber, ob ein Übergang zum neuen Standard tatsächlich stattfinden wird. Potenzielle Umsteiger sind unsicher, ob der entgangene Netzwerknutzen durch den alten Standard mit dem Zugewinn durch den neuen Standard kompensiert werden kann.
Der Pinguin-Effekt erhielt seinen Namen durch folgende Anekdote von Farrell und Saloner: „Hungrige Pinguine stehen am Rande einer Eisscholle. Aus Angst vor Raubfischen hoffen sie, dass andere Pinguine zuerst ins Wasser springen, um das damit verbundene Risiko – nämlich Opfer eines Raubfisches zu werden – auszuloten. Sobald einige Pinguine den Sprung gewagt haben, hat sich die Gefahr für die anderen Pinguine verringert und die „Trittbrettpinguine“ folgen nach.“
Vor allem in der Launch-Phase ist der Pinguin-Effekt ein großes Hindernis. Junge Softwareunternehmen haben mit der Schwierigkeit zu kämpfen, glaubhaft versichern zu müssen, dass sich ein neues Produkt flächendeckend durchsetzen und Netzwerkeffekte generieren wird. Ziel ist es, den Pinguin-Effekt zu vermeiden und die kritische Masse zu erreichen.

### Schocks und Ansteckungseffekte
Schocks und Ansteckungseffekte können Risiken für Netzwerkeffekte darstellen. Ein Schock tritt plötzlich auf und bewirkt eine Veränderung im Angebot oder in der Nachfrage in einer Volkswirtschaft. Ein Ansteckungseffekt beschreibt die Übertragung eines Schocks oder einer Krise auf scheinbar unbetroffene Volkswirtschaften. Die europäische Staatsschuldenkrise wurde beispielsweise von Schocks und Ansteckungseffekten beeinflusst. Griechische Staatsanleihen bargen hohe Unsicherheit, da ihre Bonität sank. Ausländische Banken, die griechische Staatsanleihen gekauft hatten, waren von einem Schock betroffen, aus dem sich ein Ansteckungseffekt ableitete. Weitere europäische Banken wurden infiziert, was letztendlich zu einer Krise im europäischen Finanznetzwerk führte.
Instabile Netzwerke werden von negativen Schocks generell stärker beeinflusst als stabile. Ein Schock kann in sehr komplexen Netzwerken zu einem Ansteckungseffekt führen und somit auf andere Teilnehmer eines Netzwerkes übergreifen. Die Widerstandsfähigkeit gegen diese Risiken wird von der Konnektivität, Konzentration und der Komplexität der Netzwerke determiniert. Ein Netzwerk ist umso resistenter gegen Schocks und Ansteckungseffekte, je niedriger die Komplexität und Konzentration und je größer die Konnektivität ist.

### Schneeballeffekt
Das Beispiel der europäischen Staatsschuldenkrise beschreibt auch ein weiteres Risiko von Netzwerkeffekten, den Schneeballeffekt. Der Schneeballeffekt sagt aus, dass sich ein kleiner Effekt durch eine Kettenreaktion schnell verstärken und sich im gesamten Netzwerk ausbreiten kann. Dieser Effekt kann negative Auswirkungen auf alle Teilnehmer im Netzwerk ausüben.

## Wirtschaftliche Aspekte
Netzwerkeffekte erhöhen den Nutzen, Skaleneffekte verringern die Kosten und positive Feedback-Effekte verbessern die Produkt- oder Dienstleistungsqualität. Dem Metcalfeschen Gesetz zufolge steigt der Nutzwert eines Netzwerks im Quadrat zur Anzahl seiner Teilnehmer, während die Kosten nur linear zur Teilnehmerzahl selbst wachsen. Skaleneffekte haben die Massenproduktion in Netzwerken ermöglicht, Netzwerkeffekte haben der Informationswirtschaft die Schubkraft gegeben, Feedbackeffekte werden die Wertschöpfung um die künstliche Intelligenz beherrschen. Ein Feedbackeffekt liegt beispielsweise vor, wenn jemand in Google einen Suchbegriff einzugeben versucht und ihm Google sofort einen Vorschlag unterbreitet. Dies sind Feedbackdaten, weil andere Nutzer vorher Google bereits danach durchsucht hatten. In der Informatik werden solche Feedbackdaten durch Algorithmen ausgewertet.
Im Hinblick auf den Netzwerkeffekt steht das Netzmanagement eines Netzbetreibers vor dem Dilemma, einerseits eine zu niedrige Netzlast wegen steigender Stückkosten (fehlende Kostendegression) zu vermeiden, andererseits bei beginnendem Netzwerkeffekt Netzüberlastungen wegen der Gefahr von Netzstörungen zu verhindern. Der positive Netzwerkeffekt verwirklicht in Netzwerken das Gesetz der Massenproduktion.